# Kommissarie Japp
Kommissarie James Japp (senare Chefskommissarie Japp) är en fiktiv karaktär som förekommer i flera av Agatha Christies romaner med Hercule Poirot i huvudrollen.

## Historia
Kommissarie Japp inspirerades av den fiktiva polisdetektiven Kommissarie Lestrade från Sherlock Holmes-berättelserna av Arthur Conan Doyle. Christie modellerade till och med Japp efter Lestrades "illerliknande" egenskaper. I den första romanen som Japp medverkar i, En dos stryknin, beskrivs han som en "man med illeransikte", vilket liknar beskrivningen av Lestrade som en "illerliknande man" i Doyles novell "Mysteriet i Boscombe Valley" från 1891.

## Framträdande
Japp har skildrats i sju romaner skrivna av Christie, alla med Hercule Poirot i huvudrollen:
- En dos stryknin (1920)
- De fyra stora (1927)
- Badortsmysteriet (1932)
- Tretton vid bordet (1933)
- Den flygande döden (1935)
- ABC-morden (1936)
- Skospännet (1940) Detta är hans sista framträdande i något verk av Christie, även om han nämns kort i två senare verk.

I de flesta av dessa framträdanden är Japp en mindre karaktär med minimal interaktion med Poirot eller inblandning i handlingen. Han förekommer också i novellen Geryons boskap (se Herkules storverk).
Japp dyker dock upp som en viktig karaktär och partner till Poirot i Tretton vid bordet. Han återvänder i denna egenskap i Den flygande döden och Skospännet innan han skrivs ut ur serien. I antal framträdanden kan Japp jämföras med Arthur Hastings som var med i åtta av Poirot-romanerna.
Kommissarie Japp nämns också kort i Tommy och Tuppences bok Den hemlighetsfulle motståndaren (1922); hans kort ges till Julius Hersheimmer i slutet av kapitel fem. I kapitel sjutton i Dolken från Tunis (1926) nämns Japp av en poliskommissarie för Poirot som har frågat efter honom. Japp nämns av Poirot i Döden på Nilen (1937) och av överste Weston i Mord på ljusa dagen (1941), nästa bok i Poirot-serien efter hans sista framträdande. Japp nämns också i romanen Högt vatten (1948) av kommissarie Spence under ett samtal med Hercule Poirot.
Japps karriär i Poirot-romanerna sträcker sig in på 1930-talet, men liksom Hastings försvann han från Christies författarskap därefter. En polis med liknande karaktär (kommissarie Spence) introducerades som en betydande återkommande karaktär i de senare Poirot-romanerna.
Japp medverkar i Christie's pjäs Black Coffee, skriven 1929. Han säger till Poirot att det har gått "lång tid" sedan de senast träffades, i samband med "det walesiska fallet", som inte är identifierat på annat sätt.  Japp förekommer även i Charles Osbornes romanversion av Black Coffee.
Liksom Miss Lemon och Arthur Hastings har kommissarie Japps roll i Poirots karriär överdrivits av filmatiseringar av Christies originalromaner, särskilt av TV-serien Agatha Christies Poirot, där dessa karaktärer ofta introduceras i berättelser som inte ursprungligen innehöll dem.

## Egenskaper
Kommissarie Japp har en tendens att dra förhastade slutsatser och acceptera enkla lösningar på fall. Han blir dock en mer kompetent och respekterad polisdetektiv med tiden och får så småningom en befordran till chefskommissarie och visar sin förmåga i denna position. Han respekterar Poirots förmågor men är ibland oförskämd mot honom, men med åren blir han mer av en vän till Poirot och arbetar närmare honom. Japp anklagar ibland Poirot för att "göra saker svåra" när Poirot motsäger en lösning som Japp anser är korrekt; Men när Japp visar sig ha fel erkänner han sitt misstag och fäller kommentarer som "du är den bäste!" till Poirot. I Skospännet, den sista romanen där han medverkar, besöker Japp Poirot i hans lägenhet för att be om ursäkt efter att ha tvivlat på honom och för att berätta för Poirot att han hade rätt.
När han inte är i tjänst är Japp en "ivrig botaniker", enligt Hastings i novellen "Tragedin i Market Basing" från 1923. Japp beskrivs som "liten, skarp, mörk och illeransikte" i romanen En dos stryknin från 1920 och som en "liten illeransikte" i novellen "Den kidnappade premiärministern" från 1923.

## Gestaltning
Rollen som Japp spelas av Philip Jackson i den brittiska TV-serien Agatha Christie's Poirot, där Hercule Poirots karaktär spelas av David Suchet. Innan Suchet tog sig an rollen som Poirot hade han tidigare spelat Japp själv i filmen 13 vid bordet från 1985, där Peter Ustinov spelade Poirot. Philip Jackson porträtterar Japp som arbetarklass och "alltigenom brittisk", inte särskilt intelligent men en extremt flitig, smart och aktiv polis med ett gott men ganska torrt sinne för humor, egenskaper som ofta fungerar som en perfekt kontrast till Poirots personlighet, som är intelligent, elegant, överklass men ganska långsam i rörelserna och av en mycket allvarlig natur.
I samma TV-serie är Japp redan chefskommissarie i det första avsnittet, hans fullständiga namn är James Harold Japp enligt avsnittet "The Chocolate Box" och han har befordrats till assisterande polischef när han dyker upp i avsnittet "The Big Four".
Philip Jackson är också en av de skådespelare som spelade Japp i BBC Radios dramatiseringar av Poirot-historier, som producerades samtidigt med TV-serien och med John Moffatt i huvudrollen som Poirot. I radiodramatiseringarna spelades kommissarie Japp av Norman Jones i Tretton vid bordet (1992), av Philip Jackson i ABC.morden (2000), Den flygande döden (2003), Skospännet (2004) och En dos stryknin (2005), och av Bryan Pringle i Badortsmysteriet (2000).
Japp spelas av Melville Cooper i 1931 års filmatisering av Christies teaterpjäs Black Coffee.
Eftersom kommissariens namn stavas på liknande sätt och uttalas på samma sätt som det etniska skällsordet Jap för japan, döptes han om till Kommissarie Sharp (シャープ警部, Shaapu-kebu) i den japanska animeserien Agatha Christie's Great Detectives Poirot and Marple (NHK, 2004).
I Professor Layton-serien av TV-spel för Nintendo DS och Nintendo 3DS framstår den fiktiva Scotland Yard-kommissarien Chelmey visuellt och kontextuellt som en komiskt inkompetent karikatyr av kommissarie Japp som spelas av Philip Jackson.
En pensionerad Japp spelas av Kevin McNally i ABC-morden (2018). Serien börjar med att Japp dör av en hjärtattack och en återkommande bihandling är att kommissarie Crome, Japps skyddsling, uttrycker misstro mot Poirot eftersom han anser att arbetet med Poirot förstörde Japps karriär.